# Нови Бечеј
Нови Бечеј је градско насеље и седиште истоимене општине у Средњобанатском округу, у Србији. Према попису из 2022. било је 10.967 становника.

## Назив
Назив места вероватно потиче од имена велепоседничке породице Бечеи (Wechey), која је овде имала поседе. Први историјски извори који помињу локалитет с овим именом 11. век односе се на пристаниште, вероватно скелу, која је овде постојала континуирано све до краја 20. века.
Могуће је да име овог места потиче и од назива „Беч”, што значи „земљопосед”, или да значи „утврђење на води” (Хасан Ребац).
Име „Нови Бечеј”, носи због тога што је становништво Бечеја пред турском најездом избегло у Бачку, где је на западној обали Тисе основало насеље истог имена. По ослобођењу Баната, нешто потомака избеглица из Баната се вратило и са колонистима обновило Бечеј, давши му назив „Нови Бечеј”, за разлику од „Старог”, оног у Бачкој.
Пре 1919. године, званично се звао „Турски Бечеј” Од 1946. године је Нови Бечеј носио назив „Волошиново”, по совјетском пуковнику Лаврентију Волошинову који је погинуо при ослобађању Новог Бечеја, а од 1952. се опет зове „Нови Бечеј”. Садашњи Нови Бечеј настао је спајањем насеља Врањева и Новог Бечеја после Другог светског рата.
Нови Бечеј је познат по још неким називима на другим језицима: мађ. Törökbecse,  .

## Географија
Нови Бечеј на левој обали Тисе. У општини Нови Бечеј су следећа насеља: Бочар, Кумане, и насеље Ново Милошево. Нови Бечеј је на погодном географском положају, на раскршћу путева, на вештачком каналу Дунав—Тиса—Дунав и реци Тиси.

## Историја
Овде постоји неолитско археолошко налазиште Борђош са пронађеним остацима потиске и старчевачке културе.
Бечејски град је био ромејско утврђење из доба касне антике. У његовој близини, на месту словенског села Рача (мађ. Арач), подигнута је у 9. веку базилика, која је дуго потом била бенедиктинска опатија. Предање везује ову цркву за мисију Светог Методија.
Први сигурни помен Новог Бечеја је из 1332—1337. године. Мађарска историографија сматра да је био у поседу породице Бечеи, која потиче још из доба Арпадовића. Пре тога се вероватно Бечеј (Вила Вечеи) помиње у једној даровници 1238. краља Беле IV, где се потврђује да је у место поседу Столнобеоградског манастира витезова реда хоспиталаца, мада није сигурно ради ли се о овом месту. Краљ Жигмунд Луксембуршки га је даровао најпре властелинској породици Лошонци, а затим српском деспоту Стефану Лазаревићу. После деспота Стефана, град Бечеј је био (од 1611) у власништву деспота Ђурђа Бранковића.
У 15. веку се у Арачи одржавају скупштине Торонталске жупаније, а бечејски град наизменично мења господаре. У првој половини 15. века Нови Бечеј је био у поседу српских деспота. Крајем 15. века од Турака га је успешно бранио деспот Вук Бранковић (Змај Огњени Вук). После изумирања Бранковића и смрти краља Матије Корвина, Бечеј је био у посету породице Гереб од Вингарта, а 1514. су га заузели устаници Ђорђа Доже. После гушења устанка, град Бечеј је држао Стефан Вербеци, војвода Јована Запоље, али га је себи 1531. преотео српски војвода Стефан Балентић.
Зна се да је око града с подграђем било неколико насељених места: Берек, Борђош, Матеј, Сент Кираљ, Шимуђ, Вран, Арача и Ковинце. После ослобођења од Турака се Нови Бечеј (мађ. Турски Бечеј) и развијао се као спахилук, одвојен од насеља Врањево на северу. После 1946. године су ова насеља спојена под именом Нови Бечеј.
Током прве половине 16. века бечејски крај је био изложен све чешћим нападима османских снага, које су 1551. године под заповедништвом Мехмед-паше Соколовића освојиле и сам град. Према турској управној подели, Бечејска нахија се налазила у саставу Чанадског санџака, који је припадао Темишварском пашалуку. За време српског устанка који је на тим просторима избио 1593. године, устаничка војска је 1594. године освојила и Бечеј, али град је већ исте године поново пао у турске руке.
Турски путописац Евлија Челебија је боравио у Бечеју средином 17. века. Године 1666. на месту данашњег стадиона за фудбал налазило се место за спаљивање жена које су биле окривљене за бављење мрачним пословима, односно, вештичарењем. То су најчешће биле удовице. Скупљале су биљке у уклетој шуми која се налазила на обали Тисе и растезала до границе са Мађарском (још о уклетој шуми на страни за природу). Деца, за чије су нестанке биле окривљиване „вештице” и спаљиване за то,тела су налажена у уклетој шуми. Обично су била без одеће, беѕ три прста са леве руке и без једног ока и са пентаграмом, нацртаним крвљу на стомаку. Године 1669. тиранија спаљивања вештица је прекинута захваљујући кнезу Бранку. На месту где су спаљиване вештице, пошали су да посаде биљке и почну са пољопривредом, али ништа није могло да никне, и убрзо је напуштено.
Године 1699. је склопиле су Аустрија и Турска Карловачки мир, према којем је извршено рушење тврђаве Бечеј 1701. године. Срби су се у Нови Бечеј углавном доселили из Старог Бечеја и Потисја, а у оближње село Врањево су се доселили из Потисја и Поморишја 1752. Нови Бечеј је 1781. године купила од Бечке Дворске коморе породица Сисањи. Године 1717. имао је 20 пописаних српских домова и припадао је Бечкеречком округу.
Српска црква подигнута је 1742. године. Године 1797. у Бечеју је пописано пет православних свештеника. Били су то пароси, поп Јован Нецковић (рукоп. 1752), поп Јефрем Кириловић (1791), затим капелан поп Цветко Цветковић (1797) и ђакон Симеон Поповић. Поп Јефрем је поред српског знао и мађарски језик.
У другој половини 18. века у Новом Бечеју је почело насељавање Мађара. По Ерлеру аустријском царском ревизору 1774. године место Бечеј припада Бечкеречком округу и дистрикту. Ту су римокатоличка црква, управни подуред и поштанска камбијатура, а становништво је тада било српско. Револуционарне 1848. године биле су крваве борбе, а 1886. године изгорела је трећина Новог Бечеја.
Бечеј је после 1883. године пругом повезан са остатком железничке мреже Краљевине Угарске и од тада се нарочито развија, поставши регионални центар трговине житом у јужној Угарској. Почетком 20. века су, ради лакше речне пловидбе, сасвим уништени остаци Бечејске тврђаве.
Од 1919. године, Нови Бечеј улази у састав југословенске државе. Градић је 17. октобра 1937. године добио споменик почившег југословенског краља Александра Карађорђевића. Споменик са фигуром владара који стоји, био је дело Франа Кршинића вајара и професора Уметничке академије у Загребу.

### Врањево
Аустријски царски ревизор Ерлер је 1774. године констатовао да је место Фрањево припадало Бечкеречком округу и дистрикту. Становништво тог села било је српско. Када је 1797. године пописан православни клир Темишварске епархије у Врањеву су петорица православних свештеника. Пароси су, поп Теодор Петровић (1753), поп Гаврил Јовановић (1760), поп Симеон Поповић (1764), те капелан поп Павле Петровић (1791) и ђакон Јаков Гавриловић који је и учитељ.
У Врањеву (сада српском предграђу Бечеја) рођен је Аврам Бранковић правник и књижевник. Завршио је у Кежмарку и Бечу аустријска права. Бавио се писањем, објавио неколико наслова а главно дело му је било „Карактеристика или Описаније народа по целој Земљи живећег”, Будим 1827. године. Прешао 1830. године у Кнежевину Србију, да буде секретар већег суда, где је и умро.

## Демографија
У насељу Нови Бечеј живи 11534 пунолетна становника, а просечна старост становништва износи 39,9 година (37,9 код мушкараца и 41,7 код жена). У насељу има 5127 домаћинстава, а просечан број чланова по домаћинству је 2,75.
Становништво у овом насељу веома је нехомогено, а у последња три пописа, примећен је пад у броју становника.
|             | \| Демографија[14] \| Демографија[14] \| Демографија[14] \| \| Година \| Становника \| Становника \| \| --------------- \| --------------- \| --------------- \| \| 1948. \| 15.644 \| \| \| 1953. \| 16.303 \| \| \| 1961. \| 16.378 \| \| \| 1971. \| 16.075 \| \| \| 1981. \| 16.091 \| \| \| 1991. \| 15.404 \| 15.188 \| \| 2002. \| 14.452 \| 14.782 \| \| 2011. \| 13.133 \| \| |            |
| Демографија | |            |
| Година      | Становника | Становника |
| 1948.       | 15.644 |            |
| 1953.       | 16.303 |            |
| 1961.       | 16.378 |            |
| 1971.       | 16.075 |            |
| 1981.       | 16.091 |            |
| 1991.       | 15.404 | 15.188     |
| 2002.       | 14.452 | 14.782     |
| 2011.       | 13.133 |            |

| Етнички састав према попису из 2011.‍ | Етнички састав према попису из 2011.‍ | Етнички састав према попису из 2011.‍ | Етнички састав према попису из 2011.‍ | Етнички састав према попису из 2011.‍ |
| ------------------------------------ | ------------------------------------ | ------------------------------------ | ------------------------------------ | ------------------------------------ |
|                                      |                                      |                                      |                                      |                                      |
| Срби                                 | Срби                                 |                                      | 7.738                                | 58,92%                               |
| Мађари                               | Мађари                               |                                      | 3.210                                | 24,44%                               |
| Роми                                 | Роми                                 |                                      | 609                                  | 4,63%                                |
| Југословени                          | Југословени                          |                                      | 54                                   | 0,41%                                |
| Румуни                               | Румуни                               |                                      | 51                                   | 0,39%                                |
| Албанци                              | Албанци                              |                                      | 50                                   | 0,38%                                |
| Хрвати                               | Хрвати                               |                                      | 41                                   | 0,31%                                |
| Македонци                            | Македонци                            |                                      | 26                                   | 0,19%                                |
| Црногорци                            | Црногорци                            |                                      | 21                                   | 0,16%                                |
| Немци                                | Немци                                |                                      | 10                                   | 0,07%                                |
| Муслимани                            | Муслимани                            |                                      | 7                                    | 0,05%                                |
| Словаци                              | Словаци                              |                                      | 5                                    | 0,03%                                |
| Бугари                               | Бугари                               |                                      | 3                                    | 0,02%                                |
| Русини                               | Русини                               |                                      | 3                                    | 0,02%                                |
| Руси                                 | Руси                                 |                                      | 3                                    | 0,02%                                |
| Словенци                             | Словенци                             |                                      | 3                                    | 0,02%                                |
| Украјинци                            | Украјинци                            |                                      | 2                                    | 0,01%                                |
| Бошњаци                              | Бошњаци                              |                                      | 1                                    | 0,01%                                |
| остали                               | остали                               |                                      | 19                                   | 0,14%                                |
| регионална припадност                | регионална припадност                |                                      | 196                                  | 1,49%                                |
| неизјашњени                          | неизјашњени                          |                                      | 562                                  | 4,28%                                |
| непознато                            | непознато                            |                                      | 517                                  | 3,93%                                |
| укупно: 13.133                       |                                      |                                      |                                      |                                      |

| \| \| м \| \| \| ж \| \| ? \| 14 \| \| \| 9 \| \| 80+ \| 92 \| \| \| 173 \| \| 75—79 \| 148 \| \| \| 281 \| \| 70—74 \| 274 \| \| \| 400 \| \| 65—69 \| 350 \| \| \| 503 \| \| 60—64 \| 372 \| \| \| 456 \| \| 55—59 \| 353 \| \| \| 486 \| \| 50—54 \| 530 \| \| \| 572 \| \| 45—49 \| 649 \| \| \| 631 \| \| 40—44 \| 508 \| \| \| 563 \| \| 35—39 \| 509 \| \| \| 504 \| \| 30—34 \| 466 \| \| \| 423 \| \| 25—29 \| 466 \| \| \| 421 \| \| 20—24 \| 489 \| \| \| 525 \| \| 15—19 \| 489 \| \| \| 457 \| \| 10—14 \| 484 \| \| \| 424 \| \| 5—9 \| 434 \| \| \| 352 \| \| 0—4 \| 332 \| \| \| 313 \| \| Просек : \| 37,9 \| \| \| 41,7 \| |      |  |  |      |
| |      |  |  |      |
| | м    |  |  | ж    |
| ? | 14   |  |  | 9    |
| 80+ | 92   |  |  | 173  |
| 75—79 | 148  |  |  | 281  |
| 70—74 | 274  |  |  | 400  |
| 65—69 | 350  |  |  | 503  |
| 60—64 | 372  |  |  | 456  |
| 55—59 | 353  |  |  | 486  |
| 50—54 | 530  |  |  | 572  |
| 45—49 | 649  |  |  | 631  |
| 40—44 | 508  |  |  | 563  |
| 35—39 | 509  |  |  | 504  |
| 30—34 | 466  |  |  | 423  |
| 25—29 | 466  |  |  | 421  |
| 20—24 | 489  |  |  | 525  |
| 15—19 | 489  |  |  | 457  |
| 10—14 | 484  |  |  | 424  |
| 5—9 | 434  |  |  | 352  |
| 0—4 | 332  |  |  | 313  |
| Просек : | 37,9 |  |  | 41,7 |

| Година пописа     | 1948. | 1953. | 1961. | 1971. | 1981. | 1991. | 2002. |
| ----------------- | ----- | ----- | ----- | ----- | ----- | ----- | ----- |
| Број домаћинстава | 4.461 | 4.965 | 5.097 | 5.257 | 5.505 | 5.409 | 5.127 |

| Број чланова      | 1     | 2     | 3   | 4     | 5   | 6   | 7  | 8 | 9 | 10 и више | Просек |
| ----------------- | ----- | ----- | --- | ----- | --- | --- | -- | - | - | --------- | ------ |
| Број домаћинстава | 1.126 | 1.409 | 973 | 1.103 | 340 | 131 | 30 | 9 | 5 | 1         | 2,75   |

| Пол    | Укупно | Неожењен/Неудата | Ожењен/Удата | Удовац/Удовица | Разведен/Разведена | Непознато |
| ------ | ------ | ---------------- | ------------ | -------------- | ------------------ | --------- |
| Мушки  | 5.709  | 1.659            | 3.502        | 282            | 255                | 11        |
| Женски | 6.404  | 1.255            | 3.542        | 1.196          | 403                | 8         |
| УКУПНО | 12.113 | 2.914            | 7.044        | 1.478          | 658                | 19        |

| Пол    | Укупно                    | Пољопривреда, лов и шумарство | Рибарство                            | Вађење руде и камена | Прерађивачка индустрија       |
| ------ | ------------------------- | ----------------------------- | ------------------------------------ | -------------------- | ----------------------------- |
| Мушки  | 2.890                     | 796                           | 4                                    | 5                    | 1.116                         |
| Женски | 1.906                     | 176                           | 0                                    | 0                    | 846                           |
| Укупно | 4.796                     | 972                           | 4                                    | 5                    | 1.962                         |
|        |                           |                               |                                      |                      |                               |
| Пол    | Производња и снабдевање   | Грађевинарство                | Трговина                             | Хотели и ресторани   | Саобраћај, складиштење и везе |
| Мушки  | 51                        | 206                           | 247                                  | 50                   | 102                           |
| Женски | 10                        | 14                            | 257                                  | 53                   | 11                            |
| Укупно | 61                        | 220                           | 504                                  | 103                  | 113                           |
|        |                           |                               |                                      |                      |                               |
| Пол    | Финансијско посредовање   | Некретнине                    | Државна управа и одбрана             | Образовање           | Здравствени и социјални рад   |
| Мушки  | 16                        | 28                            | 98                                   | 44                   | 47                            |
| Женски | 37                        | 19                            | 72                                   | 139                  | 219                           |
| Укупно | 53                        | 47                            | 170                                  | 183                  | 266                           |
|        |                           |                               |                                      |                      |                               |
| Пол    | Остале услужне активности | Приватна домаћинства          | Екстериторијалне организације и тела | Непознато            | Непознато                     |
| Мушки  | 63                        | 5                             | 0                                    | 12                   | 12                            |
| Женски | 33                        | 14                            | 0                                    | 6                    | 6                             |
| Укупно | 96                        | 19                            | 0                                    | 18                   | 18                            |

## Спорт
- ФК Јединство, фудбалски клуб основан 1927. године.
- ЖФК Нови Бечеј, женски фудбалски клуб, члан Прве женске лиге Србије.
- РК Јединство, рукометни клуб.
- КК Јединство, кошаркашки клуб.

## Галерија
- Кућа Владимира Главаша
- Католичка црква Свети Стјепан краљ
- Српска православна црква Светог Јована Претече
- Споменик борцима Црвене армије на кеју
- Шлензигерова палата
- ОШ „Милоје Чиплић”
- Дом културе
- Српска православна црква Светог Николе
- Тиски кеј
- Рушевине средњовековне цркве у народу познака као Арача
- Капела „Манастир”
- Капела на Православном гробљу